# Hugo Baralis
Víctor Hugo Baralis (Buenos Aires, Argentina el 2 de abril de 1914 - ibídem, el 4 de febrero de 2002) fue un violinista, director y arreglista, enfocado en tocar el baile nacional de Argentina, el tango.

## Historia
Hugo Baralis nació el 2 de abril de 1914 en la ciudad de Buenos Aires, Argentina. Es hijo del destacado músico contrabajista Hugo Ricardo Baralis, quien poco a poco fue metiendo a su hijo en el mundo de la música, pero no es hasta que Francisco Canaro le regal su primer violín cuando a Hugo le comienza a interesar verdaderamente la música.
A los 14 años de edad, Hugo debutó en la reconocida orquesta de Minotto Di Cicco el cual actuaba en el cabaré Armenonville. Gracias a la elegancia con la que ejecutaba el violín y el estilo que le entregaba al tango, comenzó a llamar la atención de los músicos más experimentados de la época.
Formó para del sexteto instrumental de Elvino Vardaro y de la orquesta que creó Aníbal Trolio, en 1938, en la cual tocó hasta el año 1943. También tocó junto a cantores como Alberto Marino, y se destacó gracias a sus obras Anoné y Siempre en punto, y por su trabajo como director en diferentes agrupaciones.
A mediados de 1960 integró con Armando Cupo, Jorge Caldara, Kicho Díaz y los cantantes Marga Fontana y Héctor Ortiz un grupo musical que bautizan Estrellas de Buenos Aires con el que hacen presentaciones en locales nocturnos,  clubes de barrios y una gira estelar por países del Pacífico.
Heredó la escuela de Elvino Vardaro y le añadió su toque personal. Logró imponer su refinamiento en  grabaciones con el Octeto Buenos Aires de Astor Piazzolla, en la agrupación formada por José Basso y en su elogiado quinteto en 1973.
Falleció el 4 de abril de 2002 en Buenos Aires, después de haber estado mucho tiempo postrado en su cama debido a una enfermedad. Sus restos fueron inhumados en el panteón de Sadaic en el Cementerio de la Chacarita.

### Obras
- 1963, Anoné, tango.[6]
- Guli, tango.[7]
- 1941, Por culpa tuya, tango.[8]
- Siempre a punto, tango.[9]